# Antonio Giovinazzi
Antonio Giovinazzi (Martina Franca, Itàlia; 14 de desembre de 1993) és un pilot d'automobilisme de velocitat italià. Va ser subcampió a la F3 Europea i a GP2, i ha estat pilot d'Alfa Romeo Racing la temporada 2021 de Fórmula 1.

## Carrera

### Començaments
Va córrer en karting del 2001 fins a 2012, on va aconseguir victòries i campionats regionals i nacionals. Giovinazzi va començar la seva carrera en fórmules promocionals competint a la Fórmula Pilota Xina per a Euràsia l'any 2012, on es va consagrar campió amb un tot de sis victòries. També va córrer per a l'equip BVM a l'última ronda de la Fórmula Abarth a Monza; malgrat no rebre punts per ser pilot convidat, va aconseguir dos triomfs i un segon lloc.
A l'any següent va competir amb l'equip Double R a la Fórmula 3 Britànica on va ser subcampió, mentre que en Fórmula 3 Europea va puntuar en 8 carreres de 30, per finalitzar 17º.

### Fórmula 3, GP2 i resistència

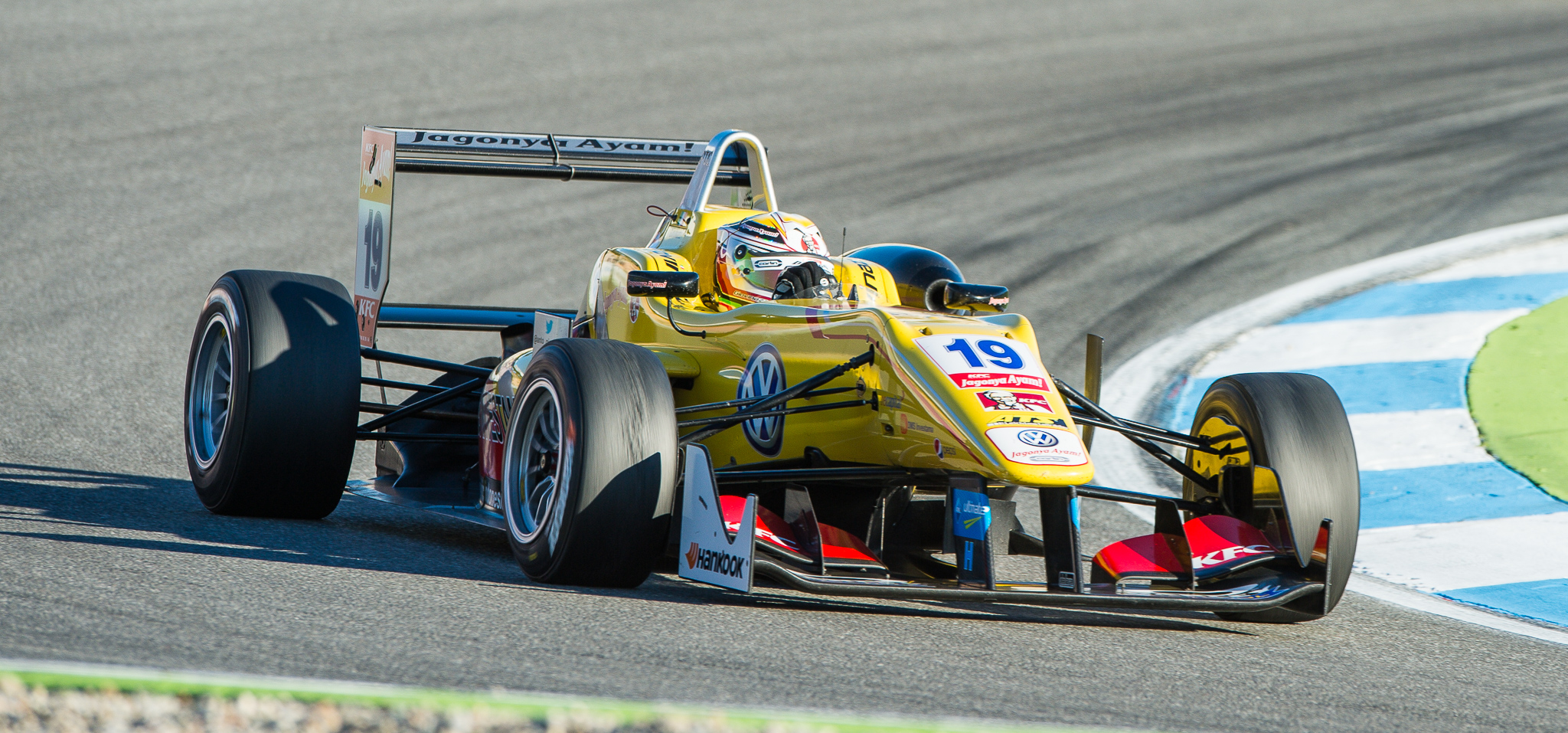
Giovinazzi a la Fórmula 3 Europea 2014.

L'any 2014, va signar per Carlin per disputar la seva segona temporada a la Fórmula 3 Europea, on va resultar sisè amb dues victòries i set podis en 33 participacions. En el seu tercer any en la categoria va resultar subcampió amb un total de 6 victòries i 20 podis, per darrere de Felix Rosenqvist. A més l'italià va aconseguir la victòria Masters de Fórmula 3 de Zandvoort i el quart lloc al Gran Premi de Macau. També va debutar a Deutsche Tourenwagen Masters amb un Audi RS5 de Phoenix, reemplaçant al sancionat Timo Scheider a Moscou, però no va aconseguir puntuar.
Va començar l'any 2016 corrent en els sport prototips, guanyant dues carreres a Asian Le Mans Series i un cinquè lloc en la cursa de Silverstone per la European Le Mans Series. Després va ascendir a GP2 Sèries amb l'equip Prema, en la qual va acumular 5 victòries i vuit podis, encara que va resultar subcampió per darrere del seu company d'equip Pierre Gasly. A més, va disputar dues carreres a Fuji i Shanghái del Campionat Mundial de Resistència en un Ligier-Nissan LMP2 de l'Extreme Speed, on va resultar quart i segon, respectivament.

### Fórmula 1

#### Emprovador i reserva (2017-2018)

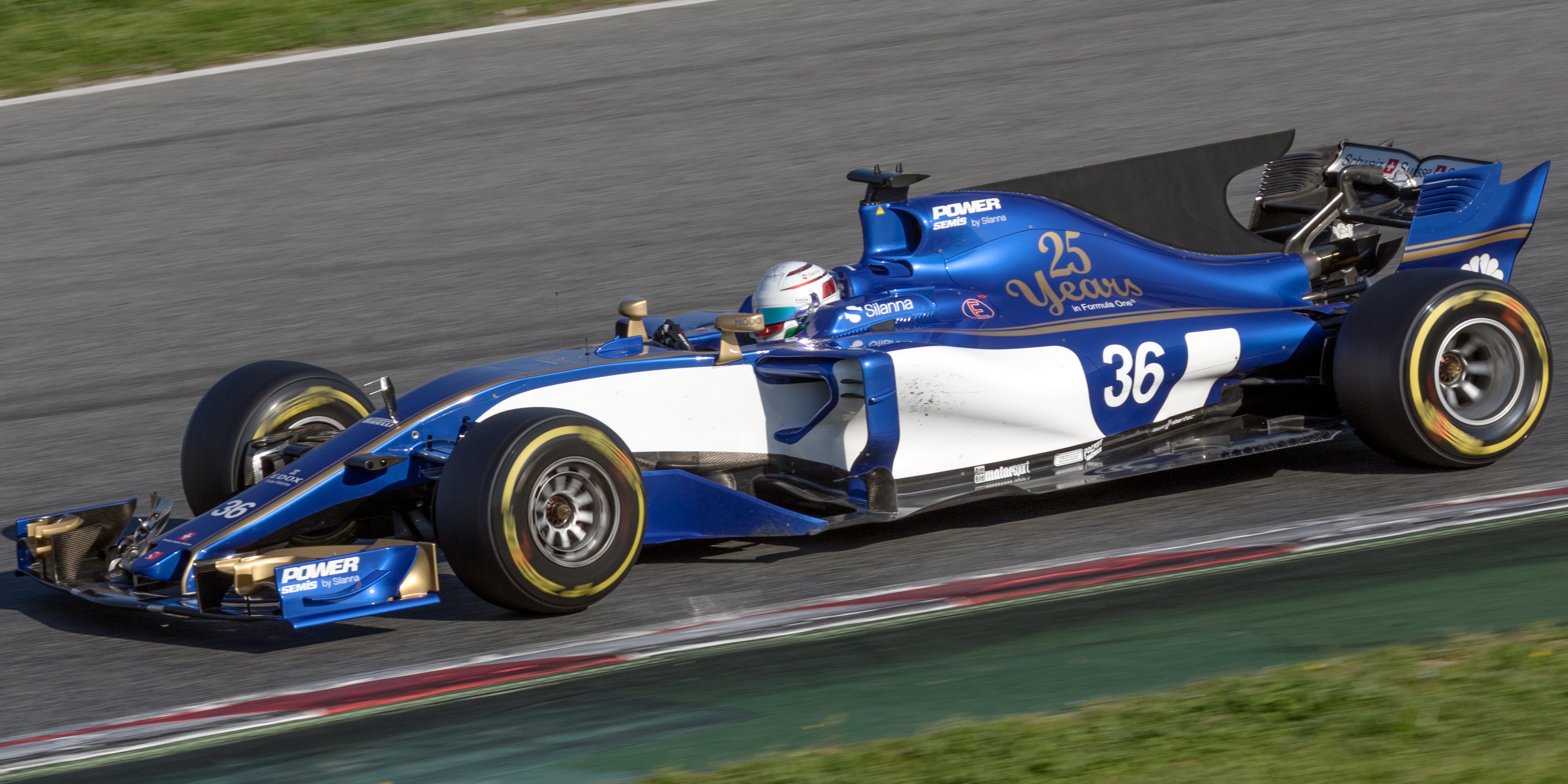
Antonio Giovinazzi a la pretemporada del campionat 2017 de Fórmula 1.

Per a la temporada 2017 fitxa com a tercer pilot de la Scuderia Ferrari de Fórmula 1. Durant els test de pretemporada al Circuit de Catalunya va haver de pilotar per a Alfa Romeo - Sauber, reemplaçant a Pascal Wehrlein (que va sofrir un accident en la Carrera de Campions). Com Wehrlein no se sentia en forma física per competir en el Gran Premi d'Austràlia a causa de la falta d'entrenament, Giovinazzi el va substituir, debutant en la categoria; va finalitzar 12º en la carrera. Més tard, Sauber va anunciar que Giovinazzi reemplaçaria a Wehrlein també al GP de la Xina. En aquesta carrera va abandonar per un xoc.
Després de la carrera de Mònaco, Haas F1 Team va anunciar que Giovinazzi participarà en diverses sessions de lliures al llarg de l'any, substituint en sis ocasions a Kevin Magnussen i en una a Romain Grosjean.
A principi de juny va provar amb el Ferrari de 2015 en un test de Fiorano amb els pneumàtics de 2018.
L'any 2018 també va ser part dels entrenaments lliures en 6 GP, en la segona etapa de la temporada, amb Sauber.

#### Titular a Alfa Romeo (2019)

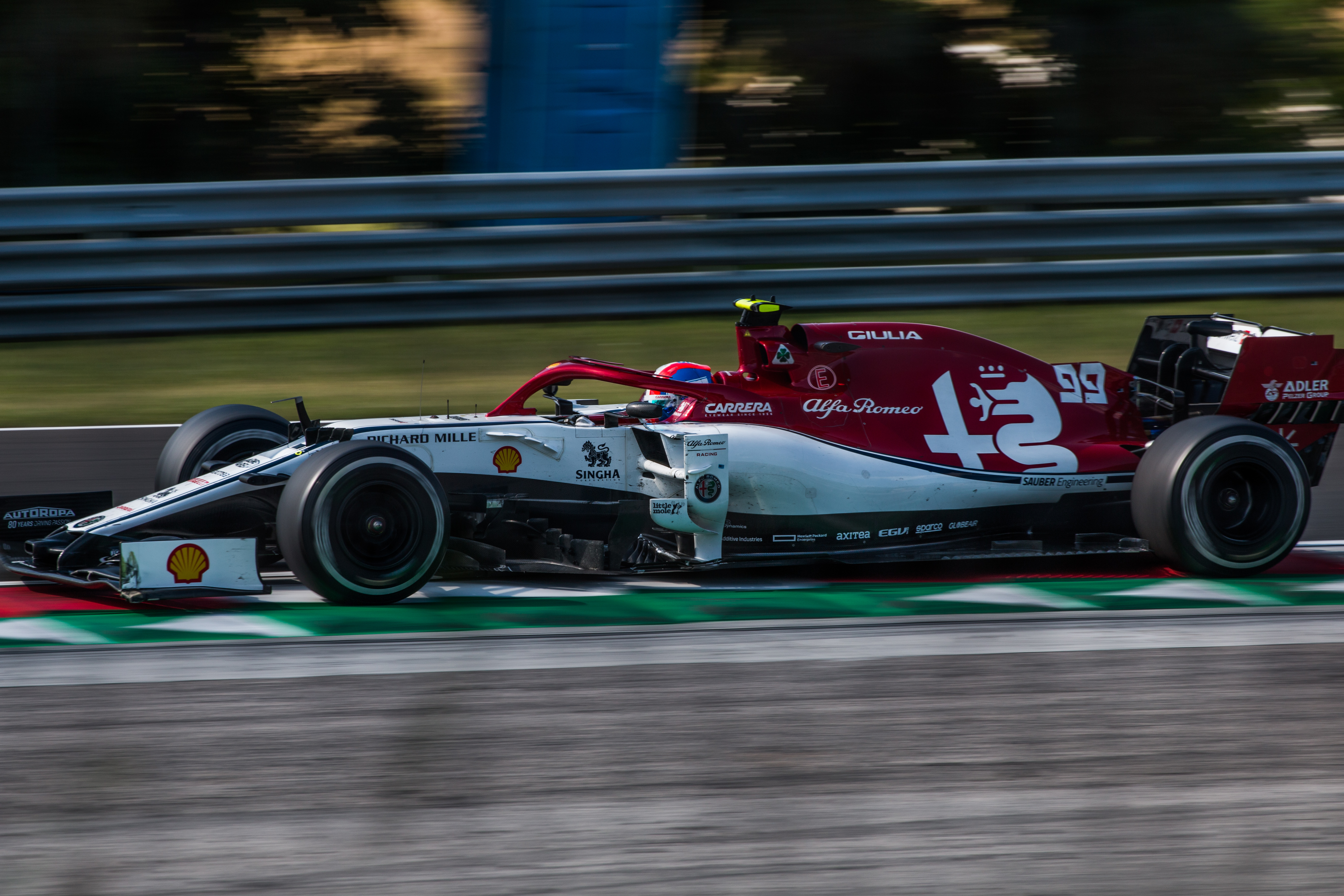
Giovinazzi a Hongria 2019.

Després d'haver disputat 2 Grans Premis el 2017, el 25 de setembre de 2018, Giovinazzi és confirmat com a nou pilot de Alfa Romeo, reemplaçant a Marcus Ericsson, convertint-se en el nou company de Kimi Räikkönen. Giovinazzi va reestrear en la Fórmula 1, mès va passar 9 curses sense anotar punts fins a arribar al GP d'Àustria, on va arribar a la novena posició, la primera puntuació per a un italià des del 2010. Anotò a Monza, Interlagos i Singapur, que per cert va liderò la carrera durant 4 voltes on els Ferraris fet el abastiment de combustible. Antonio va acabar la temporada el 17è amb 14 punts. 29 a menys que el teu company Kimi Räikkönen.
Al Novembre, l'equip anuncia que mantindrà Giovinazzi i Raikkonen per a la temporada 2020. En Àustria, primera cursa de la temporada, va pontuar, obtenint el novè lloc, tornant a marcar punt a Eifel. En el Gran Premi de Bélgica, el seu cotxe perd el control al torn 14 i causa un accident, on un dels pneumàtics colpeja el cotxe de George Russell, que també va abandonar la cursa. En la Toscana, perquè el vostre cotxe va ser un dels 4 danyats en l'accident després del reinici del safety car, Antonio va abandonar la carrera. En la Turquia, obté el 10è, la seva millior qualifició fins llavors, més en la cursa, va retirar degut a problemes de caixa de canvi. Al final de la temporada, Antonio va obtenir la 17a posició, amb 4 punts, la mateixa puntuació que el vostre company Kimi.
Giovinazzi juntament amb Kimi, és mantingut per Alfa Romeo en 2021 per la tercera temporada consecutiva. En Bahrain, la cursa inicial, Giovinazzi va finalitzar en 12è.

## Resum de carrera
| Temporada | Categoria                                | Equip                     | Curses           | Victòries        | Poles            | VR               | Podis            | Punts            | Pos.             |
| --------- | ---------------------------------------- | ------------------------- | ---------------- | ---------------- | ---------------- | ---------------- | ---------------- | ---------------- | ---------------- |
| 2012      | Fórmula Abarth                           | BVM                       | 3                | 2                | 0                | 0                | 3                | 0†               | NC†              |
| 2012      | Fórmula Pilota Xina                      | Euràsia Motorsport        | 18               | 6                | 7                | 6                | 13               | 229              | 1º               |
| 2013      | Campionat Europeu de Fórmula 3 de la FIA | Double R Racing           | 30               | 0                | 0                | 0                | 0                | 31               | 17º              |
| 2013      | Fórmula 3 Britànica                      | Double R Racing           | 12               | 2                | 0                | 0                | 7                | 135              | 2º               |
| 2013      | Masters de Fórmula 3                     | Double R Racing           | 1                | 0                | 0                | 0                | 0                | 0                | 10º              |
| 2014      | Campionat Europeu de Fórmula 3 de la FIA | Jagonya Ayam with Carlin  | 33               | 2                | 2                | 3                | 7                | 238              | 6º               |
| 2015      | Campionat Europeu de Fórmula 3 de la FIA | Jagonya Ayam with Carlin  | 33               | 6                | 4                | 4                | 20               | 412.5            | 2º               |
| 2015      | Masters de Fórmula 3                     | Jagonya Ayam with Carlin  | 1                | 1                | 1                | 1                | 1                | N/A              | 1º               |
| 2015      | Gran Premi de Macau                      | Jagonya Ayam with Carlin  | 1                | 0                | 0                | 0                | 0                | N/A              | 4º               |
| 2015      | Deutsche Tourenwagen Masters             | Audi Sport Team Phoenix   | 2                | 0                | 0                | 0                | 0                | 0                | 25º              |
| 2015–16   | Asian Le Mans Seriïs LPM2                | Jagonya Ayam with Euràsia | 2                | 2                | 1                | 0                | 2                | 51               | 3º               |
| 2016      | GP2 Series                               | Prema Racing              | 22               | 5                | 2                | 2                | 8                | 211              | 2º               |
| 2016      | European Le Mans Series                  | SMP Racing                | 1                | 0                | 0                | 0                | 0                | 10               | 24°              |
| 2016      | Campionat Mundial de Resistència LMP2    | Extreme Speed Motorsports | 2                | 0                | 0                | 0                | 1                | 30               | 20º              |
| 2017      | Fórmula 1                                | Scuderia Ferrari          | Pilot de reserva | Pilot de reserva | Pilot de reserva | Pilot de reserva | Pilot de reserva | Pilot de reserva | Pilot de reserva |
| 2017      | Fórmula 1                                | Sauber F1 Team            | 2                | 0                | 0                | 0                | 0                | 0                | 22º              |
| 2017      | Fórmula 1                                | Haas F1 Team              | Pilot de reserva | Pilot de reserva | Pilot de reserva | Pilot de reserva | Pilot de reserva | Pilot de reserva | Pilot de reserva |
| 2018      | Fórmula 1                                | Scuderia Ferrari          | Pilot de reserva | Pilot de reserva | Pilot de reserva | Pilot de reserva | Pilot de reserva | Pilot de reserva | Pilot de reserva |
| 2018      | Fórmula 1                                | Alfa Romeo Sauber F1 Team | Pilot de reserva | Pilot de reserva | Pilot de reserva | Pilot de reserva | Pilot de reserva | Pilot de reserva | Pilot de reserva |
| 2019      | Fórmula 1                                | Alfa Romeo Racing         | 21               | 0                | 0                | 0                | 0                | 14               | 17è              |
| 2020      | Fórmula 1                                | Alfa Romeo Racing Orlen   | 17               | 0                | 0                | 0                | 0                | 4                | 17è              |
| 2021      | Fórmula 1                                | Alfa Romeo Racing Orlen   | 5                | 0                | 0                | 0                | 0                | 1*               | 15è*             |

## Resultats

### GP2 Sèries
(Clau) (negreta indica pole position) (cursiva indica volta ràpida)
| Any  | Equip        | 1          | 2           | 3          | 4          | 5         | 6         | 7           | 8         | 9         | 10        | 11        | 12         | 13        | 14          | 15        | 16        | 17        | 18        | 19        | 20        | 21        | 22        | Pos. | Punts |
| ---- | ------------ | ---------- | ----------- | ---------- | ---------- | --------- | --------- | ----------- | --------- | --------- | --------- | --------- | ---------- | --------- | ----------- | --------- | --------- | --------- | --------- | --------- | --------- | --------- | --------- | ---- | ----- |
| 2016 | Prema Racing | CAT FEA 18 | CAT SPR Ret | MON FEA 11 | MON SPR 18 | BAK FEA 1 | BAK SPR 1 | RBR FEA Ret | RBR SPR 5 | SIL FEA 2 | SIL SPR 4 | HUN FEA 2 | HUN SPR 17 | HOC FEA 8 | HOC SPR Ret | SPA FEA 6 | SPA SPR 1 | MNZ FEA 1 | MNZ SPR 3 | SEP FEA 1 | SEP SPR 4 | YMC FEA 5 | YMC SPR 6 | 2º   | 211   |

### Fórmula 1
(Clau) (negreta indica pole position) (cursiva indica volta ràpida)
| Any         | Escuderia                 | 1      | 2       | 3      | 4      | 5      | 6      | 7      | 8       | 9      | 10      | 11     | 12     | 13      | 14     | 15      | 16     | 17     | 18     | 19     | 20     | 21     | 22    | 23    | Pos. | Punts |
| ----------- | ------------------------- | ------ | ------- | ------ | ------ | ------ | ------ | ------ | ------- | ------ | ------- | ------ | ------ | ------- | ------ | ------- | ------ | ------ | ------ | ------ | ------ | ------ | ----- | ----- | ---- | ----- |
| 2017        | Sauber F1 Team            | AUS 12 | XIN Ret | BHR    | RUS    | ESP    | MON    | CAN    | AZE     | AUT    |         |        |        |         |        |         |        |        |        |        |        |        |       |       | 22º  | 0     |
| 2017        | Haas F1 Team              |        |         |        |        |        |        |        |         |        | GB TD   | HUN TD | BEL    | ITA TD  | SIN TD | MYS TD  | JAP    | USA    | MEX TD | BRA TD | ABU TD |        |       |       | 22º  | 0     |
| 2018        | Alfa Romeo Sauber F1 Team | AUS    | BAH     | XIN    | AZE    | ESP    | MON    | CAN    | FRA     | AUT    | GBR     | ALE TD | HUN TD | BEL     | ITA    | SIN     | RUS TD | JAP    | USA    | MEX TD | BRA TD | ABU TD |       |       |      |       |
| 2019        | Alfa Romeo Racing         | AUS 15 | BHR 11  | CHN 15 | AZE 12 | ESP 16 | MON 19 | CAN 13 | FRA 16  | AUT 10 | GBR Ret | GER 13 | HUN 18 | BEL 18† | ITA 9  | SIN 10  | RUS 15 | JPN 14 | MEX 14 | USA 14 | BRA 5  | ABU 16 |       |       | 17è  | 14    |
| 2020        | Alfa Romeo Racing Orlen   | AUS    | AUT 9   | STY 14 | HON 17 | GBR 14 | 70A 17 | ESP 16 | BEL Ret | ITA 16 | TSC Ret | RUS 11 | EIF 10 | POR 15  | EMI 10 | TUR Ret | BHR 16 | SHK 13 | ABU 16 |        |        |        |       |       | 17è  | 4     |
| 2021        | Alfa Romeo Racing Orlen   | BHR 12 | EMI 14  | POR 12 | ESP 15 | MON 10 | AZE -  | FRA -  | EST -   | AUT -  | GBR -   | HON -  | BEL -  | PBA -   | ITA -  | RUS -   | SIN -  | JPN -  | EUA -  | MEX -  | SAO -  | AUS -  | ARB - | ABU - | 15è  | 1     |
| Referència: |                           |        |         |        |        |        |        |        |         |        |         |        |        |         |        |         |        |        |        |        |        |        |       |       |      |       |